# Агата Вега
Агата Вега (англ. Agatha Vega; род. 31 октября 1997 года, Венесуэла) — венесуэльская порноактриса. Лауреат премии XBIZ Europa Award в категориях «Лучший новый исполнитель» (2021) и «Лучшая исполнительница года» (2024).

## Биография
Выросла в одном из районов Каракаса, столицы Венесуэлы. Посещала школу, которой управляли монахини. Вместо учёбы в колледже выбрала карьеру фотомодели. Позже приняла предложение поработать на сайте для взрослых.
Дебютировала в индустрии для взрослых весной 2020 года в возрасте 22 лет. Снимается для студий Brazzers, MetArt, SexLikeReal, Vixen Media Group (бренды Blacked, Tushy, Vixen) и других в сценах мастурбации, традиционного, лесбийского и анального секса.
В августе 2021 года Агата была впервые номинирована на премию XBIZ Europa Award в двух категориях: «Лучший новый исполнитель» и «Лучшая сцена секса — гонзо». Спустя месяц была объявлена победительницей данной премии в категории «Лучший новый исполнитель».
В 2024 году совместно с Мишей Кросс появилась на обложке июньского выпуска американского журнала Hustler. В начале сентября этого же года Агата одержала победу в категории «Лучшая исполнительница года» премии XBIZ Europa Award. В декабре совместно с Ив Свит была выбрана «ангелом» Vixen.
По данным сайта IAFD на май 2024 года, снялась в 100 порносценах и фильмах.

## Награды и номинации
| Список наград и номинаций | Список наград и номинаций | Список наград и номинаций | Список наград и номинаций | Список наград и номинаций          |
| Год                       | Награда                   | Результат                 | Категория | Фильм                              |
| ------------------------- | ------------------------- | ------------------------- | --- | ---------------------------------- |
| 2021                      | XBIZ Europa Award         | Номинация                 | Лучшая сцена секса — гонзо (вместе с Кристианом Клэем и Хинеброй Беллуччи) | Indulge Us                         |
| 2021                      | XBIZ Europa Award         | Победа                    | Лучший новый исполнитель | н/д                                |
| 2022                      | AVN Award                 | Номинация                 | Лучшая новая иностранная старлетка | н/д                                |
| 2022                      | XBIZ Europa Award         | Номинация                 | Исполнительница года | н/д                                |
| 2022                      | XBIZ Europa Award         | Номинация                 | Лучшая сцена секса — гламкор (вместе с Кристианом Клэем, Ликой Стар и Фреей Майер) | Couple Crush                       |
| 2022                      | XBIZ Europa Award         | Номинация                 | Лучшая сцена секса — гламкор (вместе с Крисом Даймондом и Лией Сильвер) | Kickstart                          |
| 2022                      | XBIZ Europa Award         | Номинация                 | Лучшая сцена секса — лесбийский фильм (вместе с Литтл Каприс) | Wonder Women                       |
| 2023                      | AVN Award                 | Победа                    | Лучшая международная лесбийская сцена (вместе с Литтл Каприс) | Wonder Women                       |
| 2023                      | Fleshbot Award            | Номинация                 | Лучшие сиськи | н/д                                |
| 2023                      | XBIZ Europa Award         | Номинация                 | Исполнительница года | н/д                                |
| 2023                      | XBIZ Europa Award         | Победа                    | Лучшая сцена секса — гламкор (вместе с Альберто Бланко и Рэй Лил Блэк) | 24 Hours                           |
| 2023                      | XBIZ Europa Award         | Номинация                 | Лучшая сцена секса — полнометражный фильм (вместе с Алексой Флекси, Алексом Ромеро, Винсом Картером, Гейшей Кид, Дэвидом Перри, Канди Лучани, Кларой Мией, Кристофом Кейлом, Раулем Костой, Томасом Стоуном, Тотти, Черри Кисс и Шалиной Дивайн)   | Revelation                         |
| 2024                      | AVN Award                 | Номинация                 | Лучшая международная лесбийская сцена (вместе с Алексис Кристал) | Perfect Moment                     |
| 2024                      | AVN Award                 | Номинация                 | Лучшая международная сцена группового секса (вместе с Алексой Флекси, Алексом Ромеро, Винсом Картером, Гейшей Кид, Дэвидом Перри, Канди Лучани, Кларой Мией, Кристофом Кейлом, Раулем Костой, Томасом Стоуном, Тотти, Черри Кисс и Шалиной Дивайн) | Revelation — Scene 4               |
| 2024                      | XBIZ Europa Award         | Победа                    | Исполнительница года | н/д                                |
| 2024                      | XBIZ Europa Award         | Номинация                 | Лучшая сцена секса — гламкор (вместе с Кристианом Клэем) | Sunset Serendipity                 |
| 2024                      | XBIZ Europa Award         | Номинация                 | Лучшая сцена секса — гламкор (вместе с Альберто Бланко, Ив Свит и Мэттью Мейером) | Wagered Affairs                    |
| 2024                      | XBIZ Europa Award         | Номинация                 | Лучшая сцена секса — гонзо (вместе с Кристианом Клэем) | Backside                           |
| 2024                      | XBIZ Europa Award         | Номинация                 | Лучшая сцена секса — полнометражный/среднеметражный фильм (вместе с Дэнни Ди, Ксандером Корвусом и Софией Рид) | Evermore                           |
| 2024                      | XBIZ Europa Award         | Победа                    | Лучшая сцена секса — полнометражный/среднеметражный фильм (вместе с Голливудом Кэшем и Джеком Рипфером) | Hotel Vixen, Season 2              |
| 2025                      | AVN Award                 | Номинация                 | Иностранная исполнительница года | н/д                                |
| 2025                      | AVN Award                 | Номинация                 | Лучшая международная анальная сцена (вместе с Винсом Картером) | Mutual Attraction (из Views 6)     |
| 2025                      | AVN Award                 | Номинация                 | Лучшая международная лесбийская сцена (вместе с Фреей Майер) | Lesbian Goddesses Agatha and Freya |
| 2025                      | AVN Award                 | Номинация                 | Лучшая международная сцена группового секса (вместе с Дэнни Ди, Ксандером Корвусом и Софи Рид) | Evermore — Episode 4               |
| 2025                      | AVN Award                 | Номинация                 | Лучшая международная сцена группового секса (вместе с Альберто Бланко, Ив Свит и Мэттью Мейером) | Wagered Affairs                    |
| 2025                      | AVN Award                 | Победа                    | Лучшая международная сцена секса парень/девушка (вместе с Кристофом Кейлом) | Impulses 5 — Scene 5               |
| 2025                      | AVN Award                 | Номинация                 | Лучшая сцена группового секса в виртуальной реальности (вместе с Джоном Стронгом и Мэдисон Уайлд) | Spy’s Girls: The Tattoo            |
| 2025                      | AVN Award                 | Номинация                 | Лучшая сцена секса один на один в виртуальной реальности (вместе с Брэдом Ньюменом) | Love You to the Moon and Back      |
| 2025                      | Pornhub Award             | Номинация                 | Самая красивая киска (награда поклонников) | н/д                                |
| 2025                      | XMA Europa Award          | Номинация                 | Исполнительница года | н/д                                |
| 2025                      | XMA Europa Award          | Номинация                 | Лучшая сцена секса — виртуальная реальность (вместе с Агатой Шей и Джейсоном Иксом) | Agathas Agathering                 |
| 2025                      | XMA Europa Award          | Номинация                 | Лучшая сцена секса — оргия/групповая (вместе с Альберто Бланко, Ив Свит и Кристианом Клэем) | Long Con                           |
| 2025                      | XMA Europa Award          | Номинация                 | Лучшая сцена секса — полнометражный фильм (вместе с Ив Свит и Мэттью Мейером) | Long Con                           |

## Избранная фильмография
| - 2021 — Anal Beauty 15 - 2021 — Blacked Raw V41 - 2021 — Jia - 2021 — Natural Beauties 14 - 2021 — Secret Dreams - 2021 — Tushy Raw V23 - 2022 — Black and White 22 - 2022 — Contact 2 - 2022 — Meanwhile - 2022 — Revelation - 2022 — Trip of My Life | - 2022 — Views 2 - 2023 — Ignite 8 - 2023 — Impulses 5 - 2023 — Sirens 2 - 2024 — Evermore - 2024 — Hotel Vixen (второй сезон) - 2024 — Primary (первая часть третьего сезона) - 2024 — Tushy Raw V65 - 2024 — Views 6 - 2025 — Long Con |